# Oddjob
Oddjob é uma personagem do livro e filme de James Bond 007 Contra Goldfinger, criado pelo escritor britânico Ian Fleming. O coreano Oddjob é um capanga do fanático milionário Auric Goldfinger e um dos mais memoráveis personagens da franquia cinematográfica. Nas telas, ele foi interpretado pelo medalhista olímpico de halterofilismo e lutador profissional de wrestler norte-americano Harold Sakata.

## Características
Extremamente forte e especialista em karatê, Oddjob não fala uma única palavra durante todo o filme, mas sua presença sinistra fala por si. Sua enorme força fica aparente quando esmaga com as mãos uma bola de golfe e sua perícia como assassino fica demonstrada no uso que faz de seu chapéu coco, onde uma lâmina de aço forrada em volta da aba decapita uma estátua e mata a personagem Tilly Masterson, quebrando-lhe o pescoço. Misto de motorista, guarda-costas, caddie e assassino, extremamente leal ao patrão Goldfinger, é também ele que mata Jill Masterson, a irmã de Tilly, cobrindo-a de tinta dourada, numa das mais famosas cenas do cinema.
Ele é superior e invulnerável a Bond no combate desarmado e precisa ser neutralizado por outros meios. Assim como outros capangas incomuns da série dos filmes de James Bond, incluindo: Tee Hee, Jaws, Gobinda, Stamper, Zao & Mr. Hinx.

## No filme
A presença de Oddjob no filme, como leal capanga de Goldfinger, é sempre ligada a demonstrações de força ou sua habilidade como assassino. Duas das bond-girls da trama, as irmãs Jill e Tilly Masterson, são mortas por ele. Bond é impotente para derrotá-lo com as mãos limpas quando ambos tem seu embate final dentro do cofre-forte do Fort Knox. Oddjob, depois de surrar Bond implacavelmente, só mostra temor quando 007 tenta usar contra ele sua própria arma letal, o chapéu com a lâmina de aço na aba. Mesmo assim, consegue escapar do chapéu lançado pelo espião mas, ao tentar retirá-lo das grades onde ficou preso, é surpreendido por 007 que encosta um cabo de energia desencapado de grande potência nas barras, matando Oddjob eletrocutado quando ele encosta no chapéu preso.

## Na cultura popular
O sucesso da personagem e de seu chapéu letal, causou diversas paródias a Oddjob através dos anos. Ele é parodiado ou mencionado em filmes norte-americanos, italianos, noruegueses tão diferentes como Toy Story 2 e Austin Powers: International Man of Mystery (onde o assassino, também oriental, ao invés do chapéu usa um sapato para matar).
O jogo Mortal Kombat II apresentou Kung Lao, um personagem que também usa um chapéu similar ao de Oddjob. Até o programa de tv Os Caçadores de Mitos fez uma experiência científica com um chapéu como o de Oddjob para testar sua eficiência como arma.
Em 2008, uma pesquisa feita pela 20th Century Fox com mais de 2 mil participantes, colocou o chapéu de Oddjob como a décima-arma mais popular da história do cinema.